# Minniza persica deminuta
Minniza persica deminuta es una subespecie de arácnido del orden Pseudoscorpionida de la familia Olpiidae.

## Distribución geográfica
Se encuentra en Irán.